# Мальцов
Мальцов або Мальців (словац. Malcov) — село в Словаччині, Бардіївському окрузі Пряшівського краю. Розташоване в північно-східній частині Словаччини на північному узбіччі Чергівських гір.

## Історія
Вперше згадується у 1338 році. Населене українцями, але після Другої світової війни — під загрозою переселення в УССР — абсолютна більшість селян переписалася на словаків та русинів.
В середині XVIII ст.частина русинського населення Мальцова переселилась у Воєводину.

## Сучасність
В селі є греко-католицька церква «Стрітення Господа со Сімеоном» з 1338 року збудована в готичному стилі, на початку 19 ст. перебудована в стилі класицизму та римо-католицький костел з 2002 року.

## Населення
| Рік:            | 1994. | 2004.   | 2014.   | 2024.   |
| --------------- | ----- | ------- | ------- | ------- |
| Кількість осіб: | 1385  | 1447    | 1572    | 1608    |
| Різниця:        |       | +4,47 % | +8,63 % | +2,29 % |

| Рік:            | 2023. | 2024.   |
| --------------- | ----- | ------- |
| Кількість осіб: | 1601  | 1608    |
| Різниця:        |       | +0,43 % |

В селі проживає 1512 осіб.
Національний склад населення (за даними останнього перепису населення — 2001 року):
- словаки — 98,17 %
- русини — 0,28 %
- українці — 0,21 %
- цигани — 0,14 %
- чехи — 0,07 %
- моравці — 0,07 %

Склад населення за приналежністю до релігії станом на 2001 рік:
- греко-католики — 69,93 %,
- римо-католики — 26,20 %,
- протестанти — 0,49 %,
- православні — 0,49 %,
- не вважають себе віруючими або не належать до жодної вищезгаданої церкви — 2,89 %